# East Haven (Vermont)
East Haven es un pueblo ubicado en el condado de Essex en el estado estadounidense de Vermont. En el año 2010 tenía una población de 290 habitantes y una densidad poblacional de 2,99 personas por km².

## Geografía
East Haven se encuentra ubicado en las coordenadas 44°39′51″N 71°53′18″O / 44.66417, -71.88833.

## Demografía
Según la Oficina del Censo en 2000 los ingresos medios por hogar en la localidad eran de $34,375 y los ingresos medios por familia eran $36,094. Los hombres tenían unos ingresos medios de $32,292 frente a los $19,500 para las mujeres. La renta per cápita para la localidad era de $13,330. Alrededor del 18.6% de la población estaba por debajo del umbral de pobreza.